# Clébson Moreira dos Santos
Clébson Moreira dos Santos ou Clébson (Itiúba, 4 de setembro de 1978 — Serrinha, 22 de junho de 2001), foi um futebolista brasileiro, que atuava como lateral-direito. Ele se destacou pelo Vasco da Gama e pelo Bahia.

## Carreira
Foi revelado pelo Bahia. Jogando como lateral-direito, foi campeão baiano em 1998 pelo Bahia, com apenas 19 anos, e no segundo semestre de 2000, se transferiu ao Vasco e foi titular, na conquista do Brasileirão de 2000 e da Copa Mercosul (atual copa sul-americana). Seu sonho de se tornar um dos grandes jogadores brasileiros parecia bem encaminhado. Para ter o jogador, o Cruz-Maltino emprestou três atletas ao Tricolor Baiano: o lateral Filipe Alvim, o volante Fabrício Carvalho e o atacante Dedé ‘Panterinha’. Rápido, habilidoso e com um bom passe, o lateral foi um dos poucos jogadores a se firmar na posição tão carente há alguns anos no futebol brasileiro. Porém, o destino, que começava a lhe mostrar um futuro melhor, resolveu encerrar drasticamente essa crescente.

## Morte
Em 2001, Clébson estava indo para a sua cidade natal, Itiúba, passar a festa de São João com os parentes quando sofreu um violento acidente na rodovia BA-409, na altura da cidade de Serrinha, quando seu carro (um Chevrolet Astra), bateu contra um caminhão-pipa, matando-o na hora, e encerrando tragicamente a sua promissora carreira, com apenas 22 anos na época.
De acordo com policiais que estiveram no local, o acidente aconteceu em uma área com lombadas e faixa contínua, onde não é permitido ultrapassar. Chovia bastante na hora do acidente. Apesar disso tudo Clébson, no entanto, teria tentado passar à frente de outro carro, causando a colisão.
O jogador morreu na hora, preso às ferragens do Astra. O motorista do caminhão fugiu do local. O corpo de Clébson foi encaminhado ao Instituto Médico Legal (IML) de Feira de Santana (Bahia). A família realizou o velório e o enterro em Itiúba.

## Títulos
Bahia
- Campeonato Baiano: 1998

Vasco da Gama
- Campeonato Brasileiro: 2000
- Copa Mercosul: 2000